# Felix Pierre Poché
Felix Pierre Poché (* 18. Mai 1836 in St. James Parish; † 16. Juni 1895 in New Orleans) war ein US-amerikanischer Jurist und Politiker. Überregional bekannt ist er durch seine Beteiligung an der Gründung der American Bar Association sowie durch die posthume Veröffentlichung seines Tagebuches zum Sezessionskrieg. 

## Leben
Poché's Eltern waren Pierre (1809–1859) und Marie Alzine Poché, geb. Melancon, die 1835 geheiratet hatten. Sie sprachen französisch und gehörten der römisch-katholischen Kirche an. Die Familie betrieb eine kleine Zuckerrohrplantage und hielt um 1860 fünf Sklaven.

### Ausbildung und Berufstätigkeit
Im Jahr 1852 wurde der Sohn auf das von Jesuiten geleitete St. Joseph's Colegge in Bardstown, Kentucky geschickt, wo er seinen Schulabschluss 1855 ablegte. Im Anschluss studierte er Jura am Bardstown College. In der Zeit wurde der vormalige Gouverneur von Kentucky, Charles A. Wickliffe, anlässlich einer Rede Pochés über John C. Calhoun auf ihn aufmerksam und wurde sein Mentor. 1858 wurde Poché als Anwalt an der Rechtsanwaltskammer Kentucky Bar registriert. Kurze Zeit arbeitete er unter Richter J. J. Romain in Thibodaux. Zeitweise unterrichtete er dort auch am Thibodaux College. Nach dem Tode seines Vaters zog er 1859 wieder nach St. James Parish und praktizierte hier bis 1863.

### Kriegsteilnahme
Nach Ausbruch des Bürgerkriegs stellte Poché im Juni 1862 für die Konföderiertenarmee eine Infanteriekompanie auf, die er als Captain führte und die Colonel Louis Jean Bushs (1820–1892) 18th Louisiana Infantry unterstellt wurde. Diese Kompanie wurde aber bereits im Oktober des Jahres aufgelöst. Poché meldete sich nun als Freiwilliger zur Nachschubabteilung (Commissary Department, in Funktion als Commissary-subsistence officer) beim Stab des Generalmajors Alfred Mouton (1829–1864). Unter dessen Nachfolger Henry Gray diente er im Trans-Mississippi Department bis September 1864. Im Dezember übernahm er eine Partisanenkompanie (Partisan rangers), die in der Umgebung des Mississippi (in den Parishs Ascension, Livingston, St. Helena und St. James) agierte. Er kämpfte bis zur Aufgabe im Mai 1865 mit dieser Einheit.

### Politische Karriere
Nach Kriegsende kehrte Poché nach St. James Parish zurück und nahm seine Tätigkeit als Rechtsanwalt wieder auf. Er begann sich auch in der Demokratischen Partei zu engagieren. Im Januar 1866 wurde er in den Senat von Louisiana gewählt, wo er einen zurückgetretenen Senator ersetzte. Er verblieb in dieser Funktion bis zum Jahr 1868, in dem eine neue Verfassung für Louisiana angenommen wurde.  Von 1868 bis 1876 besuchte er die halbjährlichen Nominierungsparteitage der Demokraten in Louisiana; bei dem Parteitag im Jahr 1879, bei dem Louis A. Wiltz nominiert wurde, war er Vorsitzender. Poché nahm als Delegierter an zwei nationalen Nominierungsparteitagen der Demokraten teil: 1872 in Baltimore, bei dem Horace Greeley nominiert wurde, und 1876 in St. Louis, bei dem er für den Nominierten zur Präsidentschaftswahl in den Vereinigten Staaten 1876, Samuel Tilden, stimmte. 
Im Jahr 1877 war Poché Gründungsmitglied der American Bar Association. 1880 wurde er zum Richter am Louisiana Supreme Court ernannt; 1890 beendete er diese Tätigkeit. Mit der Ernennung zum Richter zog er von St. James Parish nach New Orleans. Poché beteiligte sich an der Gestaltung der Verfassung von Louisiana; zeitweise war er Vorsitzender der verfassunggebenden Versammlung von Louisiana. Er starb 1985 im Alter von 59 Jahren in New Orleans.

### Familie
1860 heiratete Poché die Katholikin Sélima Deslattes (1838–1925), Tochter eines Plantagenbesitzers aus St. James Parish. Seine Frau überlebte ihn, sie starb 1925 im Alter von 88 Jahren. Er wurde auf dem Metairie Friedhof in New Orleans beigesetzt. Das Paar hatte acht Kinder; das erste Kind, die Tochter Marie Marguerite wurde im Februar 1862 geboren. Einer seiner Söhne, Oskar Poché trat den Jesuiten bei, wurde Priester und Pastor der St. John's Catholic Church in Shreveport.

## Kriegstagebuch
Poché führte während seiner Teilnahme am Bürgerkrieg ein Tagebuch. Die Aufzeichnungen beginnen am 8. Juli 1863 und enden am 12. Mai 1865, dem Tag seiner Haftentlassung aus der kurzfristigen Kriegsgefangenschaft. Nur an zwei Tagen fehlt ein Eintrag. Besonders detailliert werden die Märsche und Kampfeinsätze der Brigade unter General Henry Gray von Juli 1863 bis September 1864 beschrieben. Die insgesamt neun Notizhefte schrieb der fließend zweisprachige Verfasser teilweise in Englisch, teilweise in Französisch. Sie wurden im Juni 1967 von einer Enkeltochter Pochés, Eugenie Dewey Somdal, geb. Watson, an die Northwestern State University übergeben; heute werden sie im Archiv der Russell Library der Universität aufbewahrt. Die Tagebücher wurden 1972 von dem Militärhistoriker Edwin C. Bearss unter dem Titel „A Louisiana Confederate, Diary of Felix Pierre Poche“ herausgegeben.
Das Tagebuch gehört zu den wenigen erhaltenen Tagebüchern zum Bürgerkrieg und ist deshalb wie auch wegen seiner Detailliertheit für Kriegshistoriker eine wichtige Quelle. Es enthält einmalige Beschreibungen zur Schlacht bei Mansfield und dem Gefechtsfeld unmittelbar nach der Schlacht bei Pleasant Hill aus konföderierter Sicht. Seine Augenzeugenbeschreibungen der Funktionsweise einer konföderierten Nachschubabteilung und der Operationen einer Partisanenkompanie im Gebiet von Mississippi River, Amite River und Lake Maurepas haben erheblich zum Verständnis des Krieges in den Gebieten ostwärts des Mississippi beigetragen.